# Roella recurvata
Roella recurvata är en klockväxtart som beskrevs av A.Dc. Roella recurvata ingår i släktet Roella och familjen klockväxter. Inga underarter finns listade i Catalogue of Life.